# Ундасынов, Искандер Нуртасович
Исканде́р Нурта́сович Ундасы́нов (каз. Ескендір Нұртасұлы Оңдасынов; 28 декабря 1929, Чимкент, Казакская АССР — 26 января 2013, Москва) — советский историк, специалист по истории международного рабочего движения. Сын Нуртаса Ундасынова. Доктор исторических наук (1974), профессор (1985).

## Биография
Окончил с отличием Московский государственный институт международных отношений, где учился в 1947—1952 годах. Учился в аспирантуре Института истории АН СССР.
В 1956 году защитил кандидатскую диссертацию, в 1974 — докторскую. В последние годы жизни работал главным научным сотрудником Института сравнительной политологии РАН.
Был одним из первых, кто подвёл определённый итог изучению истории второго фронта в СССР.
Автор более пятидесяти научных и научно-популярных работ по истории Европы, Второй мировой войны, международного рабочего движения, в том числе шести монографий. Труды также издавались на английском, немецком, французском, испанском, чешском, турецком и японском языках.

## Критика
Казахстанский историк С. Ш. Казиев критикует Ундасынова за продвижение идеи «ариецентризма мировой истории, начинающейся в степях Казахстана».
Российский историк В. А. Шнирельман пишет, что Ундасынов является специалистом по истории международного рабочего движения, но написал книгу «История казахов и их предков», в которой утверждает, что древнейшие предки казахов — это индоевропейцы-«арии», что «родиной ариев был Казахстан и прилегающие к нему территории» и что «родиной всех индоиранских народов является Великая степь, а ее центром — степи современного Казахстана».